# Музей наследия Кентербери
Музей наследия Кентербери (в прошлом известен как Музей Кентербери) — бывший краеведческий музей на Стоур-стрит, Кентербери.
Он был расположен в здании богадельни 12-го века рядом с рекой Стаур. В музее был выставлен Кентерберийский крест, а также в нем размещалась галерея, посвященная Руперту Медведю — герою комиксов, создатель которого Мэри Туртель жила в Кентербери. Здесь регулярно проводились различные культурные мероприятия и художественные выставки местного и национального значения. Музей был закрыт в 2018 году.

## История

### Уильям Мастерс
Музей был основан Уильямом Мастерсом, ботаником, специализирующимся на экзотических растениях. Он же и был его попечителем с 1823 по 1846 год.

### Богадельня
Музей находился в средневековом госпитале для с двумя прилегающими зданиями, выходящими на реку Стаур. С 1174 по 1207 год в квартале, параллельном улице Стур, находился каменный дом кожевника, богатого чеканщика и сына чеканщика Александра, который превратил его в богадельню Девы Марии. Здесь содержались старые и бедные священники. Здесь они жили, ели и спали. Комплекс зданий богадельни был секуляризирован в 1575 году.
Музей краеведческой тематики здесь был основан в 1987 году. Тогда же были проведены работы по реставрации зданий.

### Закрытие
Музей был закрыт в 2018 году несмотря на протесты общественности, в том числе членов Кентерберийского археологического треста.